# 截肢

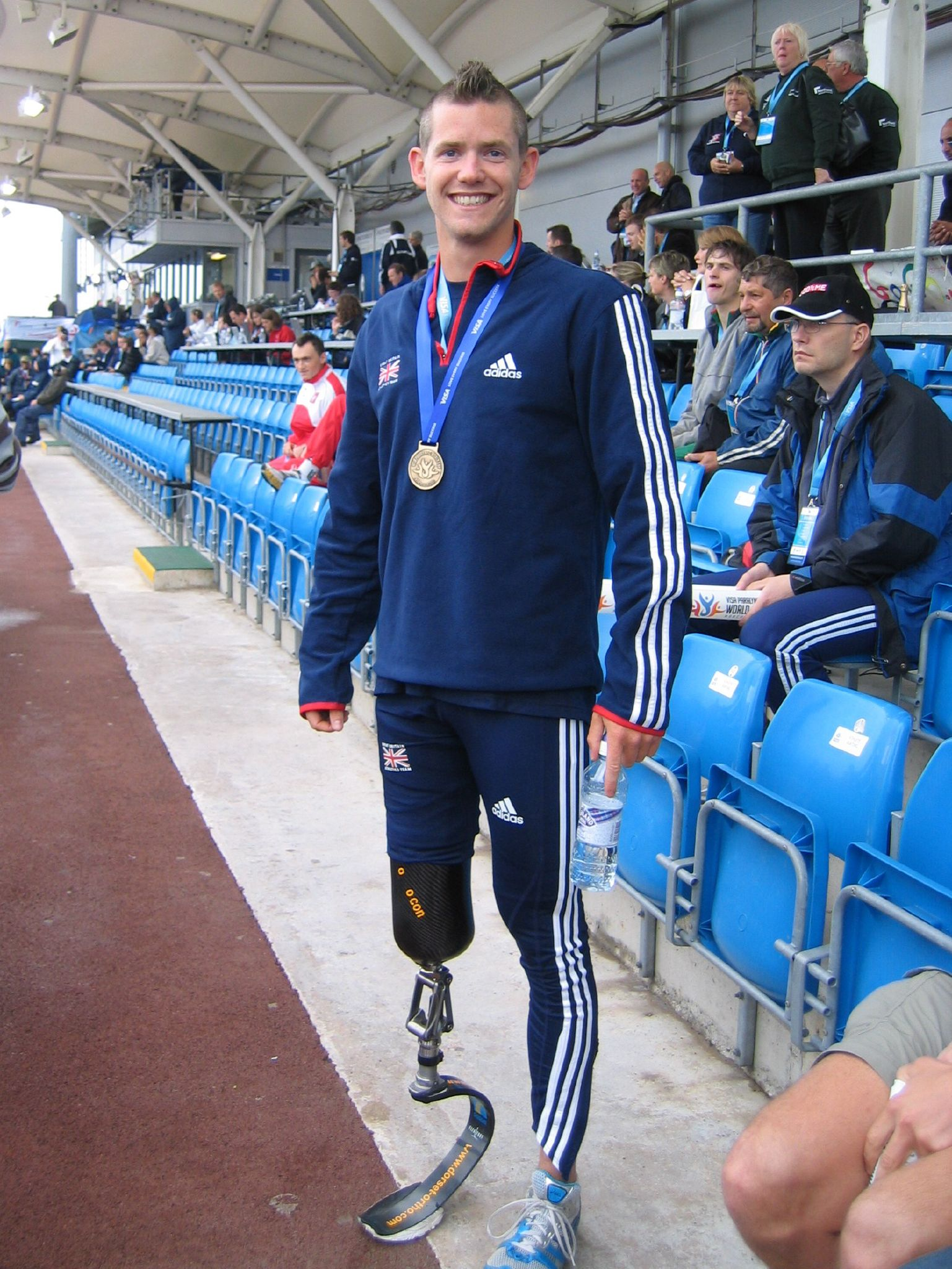
2007年英國傷殘運動會金牌得主約翰·麥克福爾

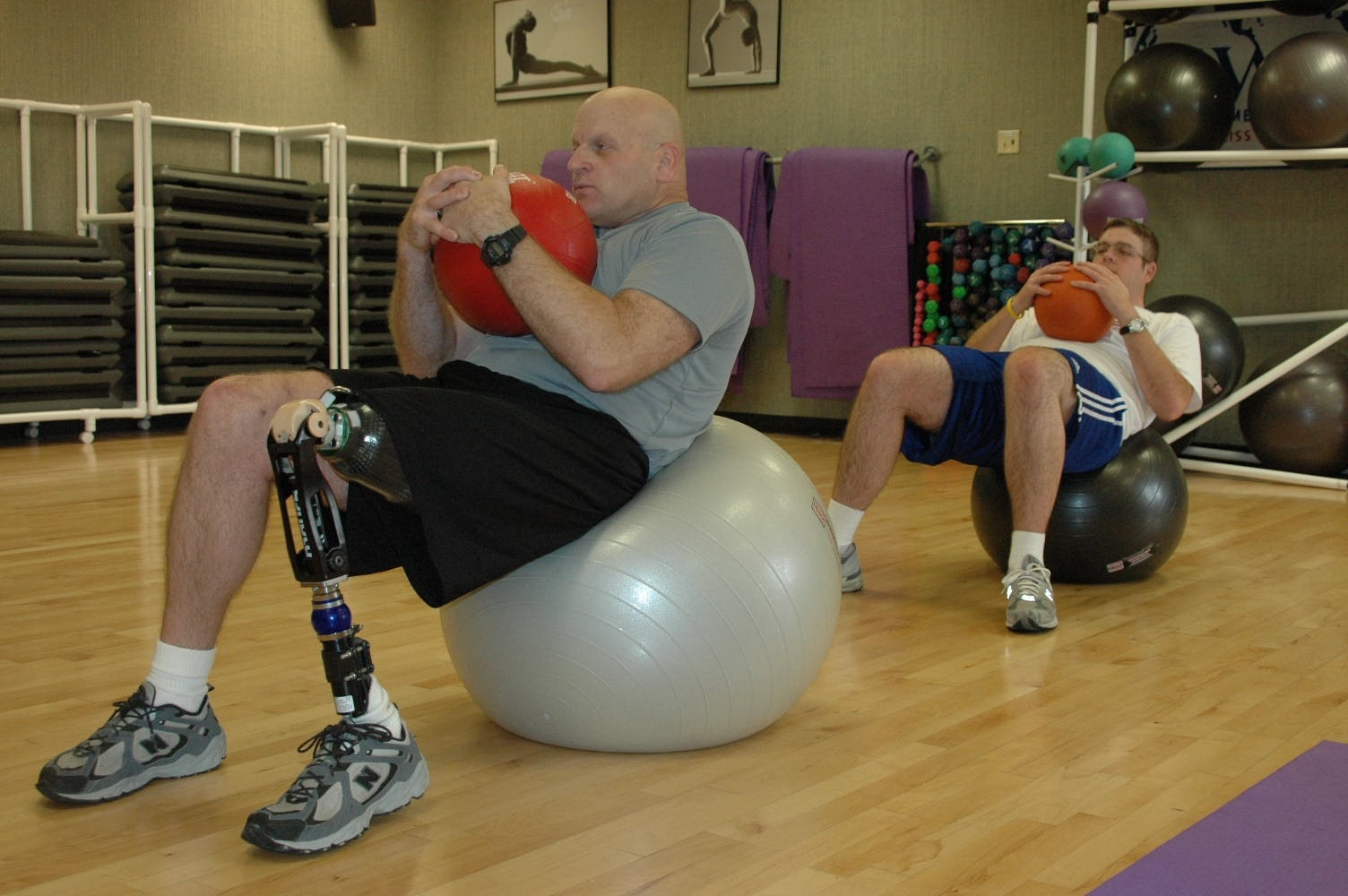
在伊拉克被炸去左腳的美軍

截肢（amputation）或截指（趾）、离断，是人体周边组织或器官，因创伤、疾病而发生大部分连续性中断的现象。截肢术、截指（趾）术、离断术，是用外科手术切斷人體的一部分，被截肢的人稱為截肢者。离断的定义不一定指四肢，包括阴茎、阴囊等组织器官。
截肢主要分爲腿部截肢及手部截肢。人們要截肢可能是因爲患上食肉菌、糖尿病或癌症等症狀，或甚至遇上戰爭、恐怖襲擊或地震等災害。
截肢须同时具备四个条件：有骨折或关节脱位；主要血管断裂或受损不通；相连有活力软组织少于断肢断面的1/4，或残留皮肤小于断指周径的1/8；不吻合血管则断面以远组织会发生坏死。

## 倖免療程
假使因某種原因引致需接受截肢療程，相對於死在家中或醫院，性質頗負面，常態相關患者也選擇離世。

## 相關
- 刺激性

## 參见
- 絕症